# Olivier Tébily
Olivier Tébily (Abidjan, 19 dicembre 1975) è un ex calciatore ivoriano, di ruolo difensore.

## Biografia
Giocava da difensore. Cittadino francese, ha all'attivo 18 presenze internazionali con la sua squadra di calcio nazionale, la Costa d'Avorio. Ha giocato al livello più alto in quattro paesi: al Châteauroux in Francia), al Celtic in Scozia, al Birmingham City in Inghilterra e per il Toronto FC in Canada nella Major League Soccer.
Anche i suoi cugini Freddy Drogba, Joël Drogba, Severin Drogba e Didier Drogba sono ex calciatori.

## Carriera

### Club

#### Gli esordi
Anche se è nato ad Abidjan, in Costa d'Avorio, Tébily è cresciuto in Francia e da fanciullo era un fan dell'Arsenal. Divenne cittadino naturalizzato francese e iniziò la sua carriera giovanile nella squadra del Niort, squadra della Ligue 2. Nel gennaio del 1998 viene acquistato dallo Châteauroux, neopromosso in Ligue 1. Al termine della stagione lo Châteauroux retrocede e lui passa allo Sheffield United.
Nel giugno del 1999 passa al Celtic.

#### Celtic
Tébily gioca titolare fino a Natale, quando parte con la sua Nazionale per disputare le qualificazioni per la Coppa d'Africa del 2000: la Costa d'Avorio manca la qualificazione.
Tébily torna in campo con il Celtic in Coppa di Scozia, in una gara contro l'Inverness Caledonian Thistle. La squadra viene eliminata e l'allenatore John Charles Barnes viene esonerato. Dalglish guiderà la squadra in panchina sino a fine anno: con lui Tébily non sempre trova spazio come titolare.
Nella stagione 2000–2001 il nuovo allenatore Martin O'Neill preferisce spesso schierare in campo Bobo Baldé. CHiude la stagione con la vittoria della Scottish Premier League.
Nel marzo 2002 passa al Birmingham City, squadra della Championship, dove ritrova il suo vecchio allenatore Steve Bruce.

#### Birmingham City
Con il Birmingham City ottiene subito la promozione nel massimo campionato inglese.
In Premier League, nella stagione 2002-2003, è titolare fisso fino a fine dicembre, quando si infortuna al legamento del ginocchio contro il Charlton Athletic: Tébily, comunque, non si fa sostituire e porta a termine la gara.
All'inizio della stagione 2003-2004 non è più una prima scelta del nuovo allenatore Mark Bowen e nei due anni successivi viene impiegato con poca continuità.
Nel settembre 2005 prolunga il contratto con il Birmingham per altri tre anni. Al termine della stagione il club retrocede e Tébily inizia la stagione di Championship 2006–2007 come titolare. Col passare delle settimane l'ivoriano perde nuovamente il posto da titolare, così il 14 gennaio 2008 rescinde il suo contratto, che sarebbe dovuto terminare a giugno.

#### Toronto FC
Il 24 aprile 2008 firma col Toronto FC, squadra che in quella stagione disputava la sua prima stagione in MLS.

### Nazionale
Pur avendo il passaporto francese, ha deciso di vestire la maglia della Nazionale ivoriana, con cui ha totalizzato 18 presenze.

## Palmarès

### Club

#### Competizioni nazionali
- Campionato scozzese: 2

Celtic: 2000-2001, 2001-2002
- Coppa di Scozia: 1

Celtic: 2000-2001
- Coppa di Lega scozzese: 2

Celtic: 1999-2000, 2000-2001